# Gerhard Kircher
Gerhard Kircher (* 1. Dezember 1948 in Wetzlar) ist ein deutscher Jurist. Er war von 2004 bis 2015 Präsident des Oberlandesgerichtes Oldenburg.

## Leben
Kircher studierte Rechtswissenschaften in Gießen, Freiburg und Marburg und absolvierte das Referendariat im Bezirk des Oberlandesgerichtes Frankfurt am Main.
Nach erfolgreich abgeleistetem zweiten Staatsexamen war er zunächst zwei Jahre als Rechtsanwalt in Weilburg tätig. Im Jahr 1978 trat er in den Justizdienst des Landes Niedersachsen ein und wurde 1980 zum Richter am Landgericht Osnabrück ernannt. Es folgte eine Abordnung als Richter im Hochschuldienst an die Universität Münster mit anschließender Promotion.
Im Rahmen der Aufbauhilfe Ost wechselte er 1991 zunächst als Richter am Bezirksgericht Magdeburg und zwei später als Richter am Oberlandesgericht Naumburg sowie 1996 als Vorsitzender Richter am Oberlandesgericht Naumburg in den Dienst des Landes Sachsen-Anhalt. 1998 kehrte Kircher nach Niedersachsen zurück und wurde Direktor des Amtsgerichtes Bad Iburg.
Anschließend folgte eine Abordnung als Leiter des Haushaltsreferats im Niedersächsischen Justizministerium. Nach seiner Versetzung in das Justizministerium wurde er 1999 zum Ministerialrat und 2001 als Leiter der Abteilung I „Personal, Haushalt und Organisation“ zum Ministerialdirigenten befördert. Zuletzt war Kircher von 2004 bis zum 29. Januar 2015 Präsident des Oberlandesgerichtes Oldenburg. Zum 29. Januar 2015 trat er in den Ruhestand ein.
Im November 2009 wurde Kircher zum Vorsitzenden der Bauschlichtungsstelle der Handwerkskammer Oldenburg (HWK) bestellt.